# Астрагал роскошный
Астрага́л роско́шный (лат. Astragálus luxuríans) — вид рода Астрагал (лат. Astragalus) семейства Бобовые (лат. Fabaceae).

## Ботаническое описание
Многолетнее травянистое растение высотой 20—30 см.
Листья продолговатой формы.
Цветки бело-жёлтого цвета.
Плод — стручок.

## Распространение и среда обитания
Встречается в северной Монголии. В России обитает на Алтае.
Обитает по берегам горных рек  Барбургазы, Чуи,  Юстыд, Канас, Калгутты.

## Охранный статус
Занесён в Красные книги России и Алтая. Факторы исчезновения не изучены.